# Leeds United Association Football Club 2019-2020
Questa pagina raccoglie i dati riguardanti il Leeds United Association Football Club nelle competizioni ufficiali della stagione 2019-2020.

## Stagione
La stagione 2019-20 è il 92º campionato professionistico per il club del West Yorkshire, la decima stagione di fila in Championship, il secondo livello del calcio inglese. Questa stagione vede il Leeds impegnato, oltre che in campionato, anche in FA Cup ed in League Cup. La stagione 2019-2020 rappresenta la stagione del centenario per il club di Leeds. Il 17 ottobre 2019, la società festeggia l'anniversario, adottando un apposito logo per l'intera stagione della società gialloblu e annunciando la realizzazione di un kit da gara celebrativo, atto ad onorare la ricorrenza.. In League Cup, denominata Carabao Cup per motivi di sponsorizzazione, la squadra super il primo turno, vincendo 3-0 sul campo del Salford City, ma viene eliminata al secondo turno eliminatorio dallo Stoke City, perdendo 4-5 ai calci di rigore. Invece, per quanto riguarda la FA Cup, esce di scena al terzo turno eliminatorio perdendo contro l'Arsenal 1-0, con la rete firmata da Nelson. Il 13 marzo 2020, in una nota congiunta, la Premier League, la English Football League e la FA, comunicano la sospensione di ogni attività agonistica fino agli inizi di aprile a causa dell'emergenza dovuta alla Pandemia di COVID-19 del 2020 nel Regno Unito; nello stesso giorno, il club comunica che tutti gli impegni della propria squadra sono stati rinviati a data da destinarsi. Con un nuovo comunicato la EFL il 19 marzo 2020, comunica che la sospensione durerà fino al 30 aprile 2020 salvo prolungare la sospensione, il 3 aprile, fino a data da destinarsi o perlomeno fino a quando la situazione sanitaria non sia sicura per lo svolgimento degli eventi sportivi. Il 1º maggio 2020, la lega comunica la riduzione delle attività del settore giovanile. Seguendo le linee guida del protocollo Return To Training, il 21 maggio la EFL detta le linee guida per il ritorno dei calciatori agli allenamenti, fissato per il 25 maggio, in piccoli gruppi mantenendo le distanze di sicurezza e sanificando gli ambienti all'interno del quale si svolgono le attività della squadra. Il 31 maggio 2020 la lega comunica che la ripresa del campionato è fissata per il weekend del 20 giugno 2020, mentre l'8 giugno fissa date e orari per la ripartenza ed il giorno seguente comunica i provvedimenti votati in sede di assemblea riguardo l'emergenza sanitaria.. Il 17 luglio 2020, con due giornate di anticipo, senza scendere in campo, grazie alla sconfitta per 2-1 del West Bromwich sul campo dell'Huddersfield Town, viene promossa aritmeticamente in Premier League, facendo ritorno nella massima serie inglese dopo un'assenza di 16 anni.

## Maglie e sponsor
Lo sponsor tecnico del Fulham per la stagione 2019-2020 è l'azienda tedesca, Robe di Kappa. Lo sponsor che compare sul davanti delle maglie è - 32Red, che prolunga il suo accordo di sponsorizzazione per altre due stagioni; sul retro, in basso, lo sponsor riportato è Clipper, società di logistica al dettaglio con sede a Leeds. 
|  | Casa | Trasferta | Terza maglia |

## Calciomercato

### Sessione estiva (dal 6/5 all'8/8)
| Acquisti | Acquisti         | Acquisti         | Acquisti              |
| R.       | Nome             | da               | Modalità              |
| -------- | ---------------- | ---------------- | --------------------- |
| P        | Illan Meslier    | Lorient          | prestito              |
| D        | Tyler Denton     | Peterborough Utd | fine prestito         |
| D        | Liam Kitching    | Harrogate Town   | fine prestito         |
| D        | Tom Pearce       | Scunthorpe Utd   | fine prestito         |
| D        | Ben White        | Brighton         | prestito              |
| C        | Guillermo Amor   | Barcellona       | svincolato            |
| C        | Vurnon Anita     | Willem II        | fine prestito         |
| C        | Jack Harrison    | Manchester City  | prestito              |
| C        | Alfie Hughes     | Manchester Utd   | definitivo            |
| C        | Yōsuke Ideguchi  | Greuther Fürth   | fine prestito         |
| A        | Jack Clarke      | Tottenham        | prestito              |
| A        | Hélder Costa     | Wolverhampton    | prestito              |
| A        | Sam Dalby        | Morecambe        | fine prestito         |
| A        | Liam McCarron    | Carlisle Utd     | definitivo (275000 €) |
| A        | Stuart McKinstry | Motherwell       | definitivo (440000 €) |
| A        | Rafa Mújica      | Barcellona       | svincolato            |
| A        | Eddie Nketiah    | Arsenal          | prestito              |
| A        | Hadi Sacko       | Ankaragücü       | fine prestito         |
| A        | Samuel Sáiz      | Getafe           | fine prestito         |
| A        | Oliver Šarkić    | Barakaldo        | fine prestito         |
| A        | Morten Spencer   | Sunderland       | definitivo            |

| Cessioni | Cessioni               | Cessioni        | Cessioni                |
| R.       | Nome                   | a               | Modalità                |
| -------- | ---------------------- | --------------- | ----------------------- |
| P        | Bailey Peacock-Farrell | Burnley         | definitivo (3850000 €)  |
| P        | Joshua Rae             | Hibernian       | fine contratto          |
| D        | Lewie Coyle            | Fleetwood Town  | rinnovo prestito        |
| D        | Tyler Denton           | Stevenage       | definitivo              |
| D        | Hugo Díaz              | Getafe          | definitivo              |
| D        | Aapo Halme             | Barnsley        | definitivo              |
| D        | Pontus Jansson         | Brentford       | definitivo (6100000 €)  |
| D        | Liam Kitching          | Forest Green    | definitivo              |
| D        | Paudie O'Connor        | Bradford City   | riscattato              |
| D        | Lucas Odunston         | Hull City       | fine contratto          |
| D        | Tom Pearce             | Wigan           | definitivo (275000 €)   |
| D        | Oriol Rey              | Real Valladolid | definitivo              |
| C        | Yōsuke Ideguchi        | Gamba Osaka     | definitivo              |
| C        | Alejandro Machuca      | Ibiza           | definitivo              |
| C        | Clarke Oduor           | Barnsley        | definitivo              |
| C        | Mallik Wilks           | Barnsley        | definitivo (1100000 €)  |
| C        | Alex Wollerton         | Barnsley        | fine contratto          |
| A        | Jack Clarke            | Tottenham       | definitivo (12100000 €) |
| A        | Sam Dalby              | Watford         | definitivo              |
| A        | Caleb Ekuban           | Trabzonspor     | riscattato (2200000 €)  |
| A        | Jay-Roy Grot           | Vitesse         | prestito                |
| A        | Kemar Roofe            | Anderlecht      | definitivo (7700000 €)  |
| A        | Hadi Sacko             | Denizlispor     | definitivo (1100000 €)  |
| A        | Samuel Sáiz            | Girona          | definitivo (2750000 €)  |
| A        | Oliver Šarkić          | Burton Albion   | definitivo              |

### Operazioni esterne (dal 9/8 al 31/12)
| Acquisti | Acquisti      | Acquisti     | Acquisti   |
| R.       | Nome          | da           | Modalità   |
| -------- | ------------- | ------------ | ---------- |
| C        | Josh Galloway | Carlisle Utd | definitivo |

| Cessioni | Cessioni          | Cessioni       | Cessioni   |
| R.       | Nome              | a              | Modalità   |
| -------- | ----------------- | -------------- | ---------- |
| D        | Laurens De Bock   | Sunderland     | prestito   |
| D        | Conor Shaughnessy | Mansfield Town | prestito   |
| C        | Vurnon Anita      | CSKA Sofia     | definitivo |
| C        | Callum Nicell     | Farsley Celtic | definitivo |
| A        | Adrián Balboa     | Lorca          | prestito   |
| A        | Paweł Cibicki     | ADO Den Haag   | prestito   |
| A        | Rafa Mújica       | Extremadura UD | prestito   |

### Sessione invernale (dall'1/1 al 31/1)
| Acquisti | Acquisti            | Acquisti        | Acquisti      |
| R.       | Nome                | da              | Modalità      |
| -------- | ------------------- | --------------- | ------------- |
| P        | Elia Caprile        | Chievo          | definitivo    |
| D        | Laurens De Bock     | Sunderland      | fine prestito |
| D        | Conor Shaughnessy   | Mansfield Town  | fine prestito |
| A        | Jean-Kévin Augustin | RB Lipsia       | prestito      |
| A        | Paweł Cibicki       | ADO Den Haag    | fine prestito |
| A        | Rafa Mújica         | Extremadura UD  | fine prestito |
| A        | Ian Poveda          | Manchester City | definitivo    |

| Cessioni | Cessioni          | Cessioni       | Cessioni   |
| R.       | Nome              | a              | Modalità   |
| -------- | ----------------- | -------------- | ---------- |
| D        | Lewie Coyle       | Fleetwood Town | riscattato |
| D        | Laurens De Bock   | ADO Den Haag   | prestito   |
| D        | Conor Shaughnessy | Burton Albion  | prestito   |
| C        | Connor Leak-Blunt | Sheffield Utd  | definitivo |
| C        | Eunan O'Kane      | Luton Town     | definitivo |
| A        | Paweł Cibicki     | Pogoń Stettino | definitivo |
| A        | Rafa Mújica       | Villarreal     | prestito   |
| A        | Kun Temenuzhkov   | La Nucía       | prestito   |

### Operazioni esterne (dall'1/2 al 22/7)
| Acquisti | Acquisti     | Acquisti      | Acquisti   |
| R.       | Nome         | da            | Modalità   |
| -------- | ------------ | ------------- | ---------- |
| A        | Hélder Costa | Wolverhampton | riscattato |

| Cessioni | Cessioni      | Cessioni    | Cessioni   |
| R.       | Nome          | a           | Modalità   |
| -------- | ------------- | ----------- | ---------- |
| P        | Harrison Male |             | svincolato |
| D        | Matty Downing | Bradford PA | definitivo |

## Rosa
Aggiornata al 27 gennaio 2020.
| N. |                               | Ruolo | Calciatore             |
| -- | ----------------------------- | ----- | ---------------------- |
| 1  | Francia (bandiera)            | P     | Illan Meslier          |
| 2  | Inghilterra (bandiera)        | D     | Luke Ayling            |
| 3  | Scozia (bandiera)             | D     | Barry Douglas          |
| 4  | Inghilterra (bandiera)        | C     | Adam Forshaw           |
| 5  | Inghilterra (bandiera)        | D     | Ben White              |
| 6  | Scozia (bandiera)             | D     | Liam Cooper (capitano) |
| 7  | Inghilterra (bandiera)        | C     | Ian Poveda             |
| 9  | Inghilterra (bandiera)        | A     | Patrick Bamford        |
| 10 | Macedonia del Nord (bandiera) | C     | Ezgjan Alioski         |
| 11 | Galles (bandiera)             | A     | Tyler Roberts          |
| 13 | Spagna (bandiera)             | P     | Kiko Casilla           |
| 15 | Irlanda del Nord (bandiera)   | C     | Stuart Dallas          |
| 17 | Portogallo (bandiera)         | C     | Hélder Costa           |
| 19 | Spagna (bandiera)             | C     | Pablo Hernández        |
| 22 | Inghilterra (bandiera)        | C     | Jack Harrison          |
| 23 | Inghilterra (bandiera)        | C     | Kalvin Phillips        |

| N. |                             | Ruolo | Calciatore          |
| -- | --------------------------- | ----- | ------------------- |
| 25 | Italia (bandiera)           | P     | Elia Caprile        |
| 28 | Svizzera (bandiera)         | D     | Gaetano Berardi     |
| 29 | Francia (bandiera)          | A     | Jean-Kévin Augustin |
| 30 | Polonia (bandiera)          | P     | Kamil Miazek        |
| 33 | Inghilterra (bandiera)      | D     | Brice Hosannah      |
| 34 | Paesi Bassi (bandiera)      | D     | Pascal Struijk      |
| 36 | Inghilterra (bandiera)      | D     | Robbie Gotts        |
| 38 | Irlanda del Nord (bandiera) | C     | Alfie McCalmont     |
| 40 | Inghilterra (bandiera)      | D     | Leif Davis          |
| 43 | Polonia (bandiera)          | C     | Mateusz Klich       |
| 44 | Polonia (bandiera)          | C     | Mateusz Bogusz      |
| 46 | Inghilterra (bandiera)      | C     | Jamie Shackleton    |
| 48 | Inghilterra (bandiera)      | C     | Jordan Stevens      |
| 49 | Inghilterra (bandiera)      | D     | Oliver Casey        |
|    | Irlanda (bandiera)          | C     | Eunan O'Kane        |
|    | Marocco (bandiera)          | C     | Ouasim Bouy         |

## Risultati

### Football League Championship

#### Girone di andata
| Arbitro: | Robinson |

|             |           |                                        |
| Weimann 79’ | Marcatori | 26’ Hernández 57’ Bamford 72’ Harrison |

| Arbitro: | Jones |

|               |           |             |
| Hernández 59’ | Marcatori | 77’ Grabban |

| Arbitro: | Madley |

|  |           |                  |
|  | Marcatori | 34’, 65’ Bamford |

| Arbitro: | Davies |

|             |           |  |
| Nketiah 81’ | Marcatori |  |

| Arbitro: | England |

|  |           |                                    |
|  | Marcatori | 42’ Dallas 50’ Alioski 66’ Bamford |

| Arbitro: | Bond |

|  |           |               |
|  | Marcatori | 90’ Routledge |

| Arbitro: | Stroud |

|  |           |                              |
|  | Marcatori | 84’ Nketiah 89’ (rig.) Klich |

| Arbitro: | Langford |

|                 |           |              |
| Lowe 20’ (aut.) | Marcatori | 90+1’ Martin |

| Arbitro: | Brooks |

|           |           |  |
| Bonne 32’ | Marcatori |  |

| Arbitro: | Coote |

|                    |           |  |
| Bartley 38’ (aut.) | Marcatori |  |

| Arbitro: | Linington |

|                          |           |             |
| Wallace 16’ Bradshaw 45’ | Marcatori | 46’ Alioski |

| Arbitro: | Jones |

|              |           |  |
| Phillips 65’ | Marcatori |  |

| Arbitro: | Friend |

|                |           |             |
| Barkhuizen 74’ | Marcatori | 87’ Nketiah |

| Sheffield 26 ottobre 2019, ore 12:30 BST 14ª giornata | Sheffield Weds | 0 – 0 referto | Leeds Utd | Hillsborough Stadium (27.516 spett.)\| Arbitro: \| Robinson \| |
| Arbitro:                                              | Robinson       |               |           |                                                                |

| Arbitro: | Eltringham |

|                          |           |  |
| Roberts 39’ Harrison 82’ | Marcatori |  |

| Arbitro: | Ward |

|                                 |           |              |
| Bamford 30’ (rig.) Harrison 35’ | Marcatori | 40’ Williams |

| Arbitro: | Brooks |

|             |           |                                |
| Collins 54’ | Marcatori | 51’ Bamford 90’ (aut.) Pearson |

| Arbitro: | Bond |

|  |           |              |
|  | Marcatori | 87’ Harrison |

| Arbitro: | Stroud |

|                                       |           |  |
| Bamford 3’ Klich 45+3’, 73’ Costa 67’ | Marcatori |  |

| Arbitro: | Ward |

|  |           |                           |
|  | Marcatori | 50’ Alioski 78’ Hernández |

| Arbitro: | Webb |

|                                |           |  |
| de Wijs 73’ (aut.) Alioski 82’ | Marcatori |  |

| Arbitro: | Harrington |

|                                |           |                                     |
| Costa 6’ Bamford 8’ 52’ (rig.) | Marcatori | 60’ Tomlin 82’ Morrison 88’ Glatzel |

| Arbitro: | Robinson |

|                               |           |             |
| Mitrović 7’ (rig.) Onomah 69’ | Marcatori | 54’ Bamford |

#### Girone di ritorno
| Arbitro: | Bond |

|            |           |            |
| Dallas 89’ | Marcatori | 22’ Browne |

| Arbitro: | Stroud |

|                                               |           |                                                                   |
| Bellingham 27’ Jutkiewicz 61’, 90+1’ Bela 83’ | Marcatori | 15’ Costa 21’ Harrison 69’ Ayling 84’ Dallas 90+5’ (aut.) Harding |

| Arbitro: | Jones |

|          |           |                  |
| Ajayi 2’ | Marcatori | 52’ (aut.) Ajayi |

| Arbitro: | Langford |

|  |           |                        |
|  | Marcatori | 87’ Murphy 90+4’ Nuhiu |

| Arbitro: | Bankes |

|           |           |  |
| Wells 20’ | Marcatori |  |

| Arbitro: | England |

|                                |           |                                  |
| Bamford 48’, 66’ Hernández 62’ | Marcatori | 4’ Hutchinson 23’ (rig.) Wallace |

| Arbitro: | Harrington |

|  |           |                      |
|  | Marcatori | 59’ (aut.) Hernández |

| Arbitro: | Langford |

|                         |           |  |
| Ameobi 31’ Walker 90+4’ | Marcatori |  |

| Arbitro: | Jones |

|              |           |            |
| Benrahma 25’ | Marcatori | 38’ Cooper |

| Arbitro: | Robinson |

|            |           |  |
| Ayling 16’ | Marcatori |  |

| Arbitro: | Gillett |

|               |           |  |
| Hernández 57’ | Marcatori |  |

| Arbitro: | Ward |

|  |           |             |
|  | Marcatori | 45+1’ Klich |

| Arbitro: | Stroud |

|  |           |                                          |
|  | Marcatori | 5’ Ayling 47’ Hernández 81’, 84’ Roberts |

| Arbitro: | Langford |

|                       |           |  |
| Ayling 3’ Bamford 51’ | Marcatori |  |

| Arbitro: | Woolmer |

|                         |           |  |
| Hoilett 35’ Glatzel 71’ | Marcatori |  |

| Arbitro: | Harrington |

|                                      |           |  |
| Bamford 10’ Alioski 56’ Harrison 71’ | Marcatori |  |

| Arbitro: | Brooks |

|            |           |             |
| Dallas 63’ | Marcatori | 50’ Cornick |

| Arbitro: | Jones |

|               |           |                                   |
| Armstrong 48’ | Marcatori | 7’ Bamford 40’ Klich 53’ Phillips |

| Arbitro: | Bond |

|                                                                   |           |  |
| Klich 45’ (rig.) Costa 47’ Cooper 57’ Hernández 72’ Bamford 90+3’ | Marcatori |  |

| Arbitro: | Stroud |

|  |           |               |
|  | Marcatori | 89’ Hernández |

| Arbitro: | Gillett |

|                      |           |  |
| Sollbauer 28’ (aut.) | Marcatori |  |

| Arbitro: | Langford |

|            |           |                                                |
| Martin 54’ | Marcatori | 56’ Hernández 75’ Shackleton 84’ (aut.) Clarke |

| Arbitro: | Eltringham |

|                                                 |           |  |
| White 13’ Dallas 28’ Roberts 51’ Shackleton 66’ | Marcatori |  |

### FA Cup
| Arbitro: | Taylor (Cheshire) |

|            |           |  |
| Nelson 55’ | Marcatori |  |

### League Cup

#### Turni eliminatori
| Arbitro: | Stroud |

|  |           |                                   |
|  | Marcatori | 43’ Nketiah 50’ Berardi 58’ Klich |

| Arbitro: | Langford |

|                                         |                      |                                  |
| Nketiah 67’ Costa 81’                   | Marcatori            | 39’ Batth 44’ Vokes              |
| Douglas Costa Phillips Nketiah Harrison | Tiri di rigore 4 – 5 | Vokes Duffy Etebo Clucas Butland |

## Statistiche

### Statistiche di squadra
Statistiche aggiornate al 23 luglio 2020
| Competizione  | Punti         | In casa | In casa | In casa | In casa | In casa | In casa | In trasferta | In trasferta | In trasferta | In trasferta | In trasferta | In trasferta | Totale | Totale | Totale | Totale | Totale | Totale | DR  |
| Competizione  | Punti         | G       | V       | N       | P       | Gf      | Gs      | G            | V            | N            | P            | Gf           | Gs           | G      | V      | N      | P      | Gf     | Gs     | DR  |
| ------------- | ------------- | ------- | ------- | ------- | ------- | ------- | ------- | ------------ | ------------ | ------------ | ------------ | ------------ | ------------ | ------ | ------ | ------ | ------ | ------ | ------ | --- |
| Championship  | 93            | 23      | 15      | 5       | 3       | 40      | 14      | 23           | 13           | 4            | 6            | 37           | 21           | 46     | 28     | 9      | 9      | 77     | 35     | +42 |
| FA Cup        | Terzo turno   | 0       | 0       | 0       | 0       | 0       | 0       | 1            | 0            | 0            | 1            | 0            | 1            | 1      | 0      | 0      | 1      | 0      | 1      | -1  |
| Coppa di Lega | Secondo turno | 1       | 0       | 1       | 0       | 2       | 2       | 1            | 1            | 0            | 0            | 3            | 0            | 2      | 1      | 1      | 0      | 5      | 2      | +3  |
| Totale        | -             | 24      | 15      | 6       | 3       | 42      | 16      | 25           | 14           | 4            | 7            | 40           | 22           | 49     | 29     | 10     | 10     | 82     | 38     | +44 |

### Andamento in campionato
| Giornata  | 1 | 2 | 3 | 4 | 5 | 6 | 7 | 8 | 9 | 10 | 11 | 12 | 13 | 14 | 15 | 16 | 17 | 18 | 19 | 20 | 21 | 22 | 23 | 24 | 25 | 26 | 27 | 28 | 29 | 30 | 31 | 32 | 33 | 34 | 35 | 36 | 37 | 38 | 39 | 40 | 41 | 42 | 43 | 44 | 45 | 46 |
| --------- | - | - | - | - | - | - | - | - | - | -- | -- | -- | -- | -- | -- | -- | -- | -- | -- | -- | -- | -- | -- | -- | -- | -- | -- | -- | -- | -- | -- | -- | -- | -- | -- | -- | -- | -- | -- | -- | -- | -- | -- | -- | -- | -- |
| Luogo     | T | C | T | C | T | C | T | C | T | C  | T  | C  | T  | T  | C  | C  | T  | T  | C  | T  | C  | C  | T  | C  | T  | T  | C  | T  | C  | C  | T  | T  | C  | C  | T  | T  | C  | T  | C  | C  | T  | C  | T  | C  | T  | C  |
| Risultato | V | N | V | V | V | P | V | N | P | V  | P  | V  | N  | N  | V  | V  | V  | V  | V  | V  | V  | N  | P  | N  | V  | N  | P  | P  | V  | P  | P  | N  | V  | V  | V  | V  | V  | P  | V  | N  | V  | V  | V  | V  | V  | V  |
| Posizione | 1 | 3 | 1 | 1 | 1 | 3 | 1 | 1 | 4 | 2  | 5  | 2  | 2  | 3  | 3  | 3  | 2  | 2  | 2  | 2  | 1  | 2  | 2  | 2  | 1  | 1  | 2  | 2  | 1  | 2  | 2  | 2  | 2  | 2  | 2  | 2  | 1  | 2  | 1  | 1  | 1  | 1  | 1  | 1  | 1  | 1  |

Legenda:

Luogo: C = Casa; T = Trasferta. Risultato: V = Vittoria; N = Pareggio; P = Sconfitta.